# Acromesomele dysplasie
Acromesomele dysplasie AMD of Acromesomele dwerggroei is een buitengewoon zeldzame erfelijke aandoening van bot en kraakbeen bij de mens, die leidt tot een abnormale verkorting, tot dysplasie van de skeletdelen naar het eind van de ledematen toe. De vaktermen hiervoor zijn acromelie en mesomelie. Mesomelie geeft aan dat de onderarmen en -benen verkort zijn ten opzichte van de bovenarmen en -benen. Acromelie duidt op ongewoon korte handen en voeten.

## Algemene symptomen
De afwijking resulteert in het onderontwikkeld en kort blijven van de onderarmen, onderbenen, handen, voeten, vingers en tenen, met dwerggroei als resultaat.
De handen en voeten kunnen al bij de geboorte ongewoon breed en kort zijn. Doordat de botten in de aangedane lichaamsdelen te weinig groeien, wordt de afwijkende verhouding vooral in de eerste vijf levensjaren nog duidelijker.

## Bijkomende symptomen
Tot de symptomen die vaak voorkomen, behoren problemen met de lichaamshouding en de wervelkolom, zoals hyperkyfose en lordose.
Tijdens de groei ontstaan er vaak bewegingsproblemen, waaronder moeilijkheden met het buigen, strekken en draaien van armen en benen.
Ook kan het hoofd ongewoon groot zijn. Het voorhoofd is vaak sterk ontwikkeld en het achterhoofd kan uitsteken. Het gezicht en de neus kunnen afgeplat zijn.

## Oorzaken
De aandoening is autosomaal recessief en anno 2017 waren er vijf verschillende genmutaties bekend die betrokken zijn bij deze aandoening. 

## Behandeling
Behandeling wordt vaak per persoon bekeken, maar is vooral gericht op de verlichting van de secundair optredende symptomen. Dit betreft palliatieve zorg en ondersteunende behandelingen voor de houdingsproblemen.